# Peter-und-Paul-Kirche (Schladming)

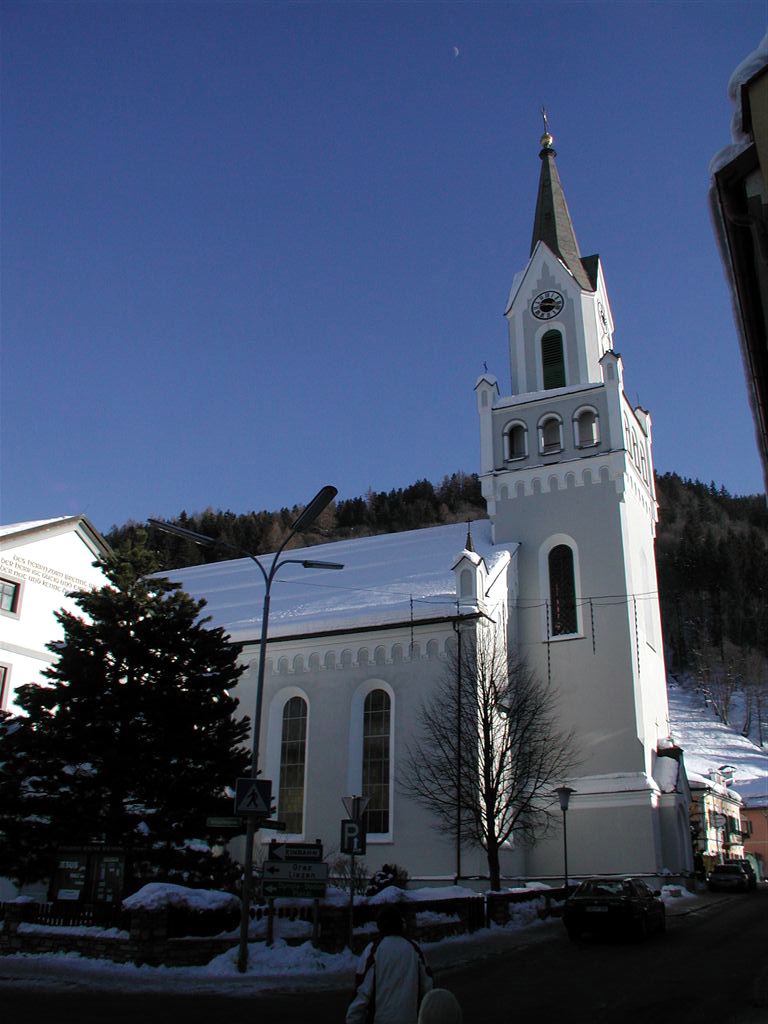
Evangelische Kirche in Schladming

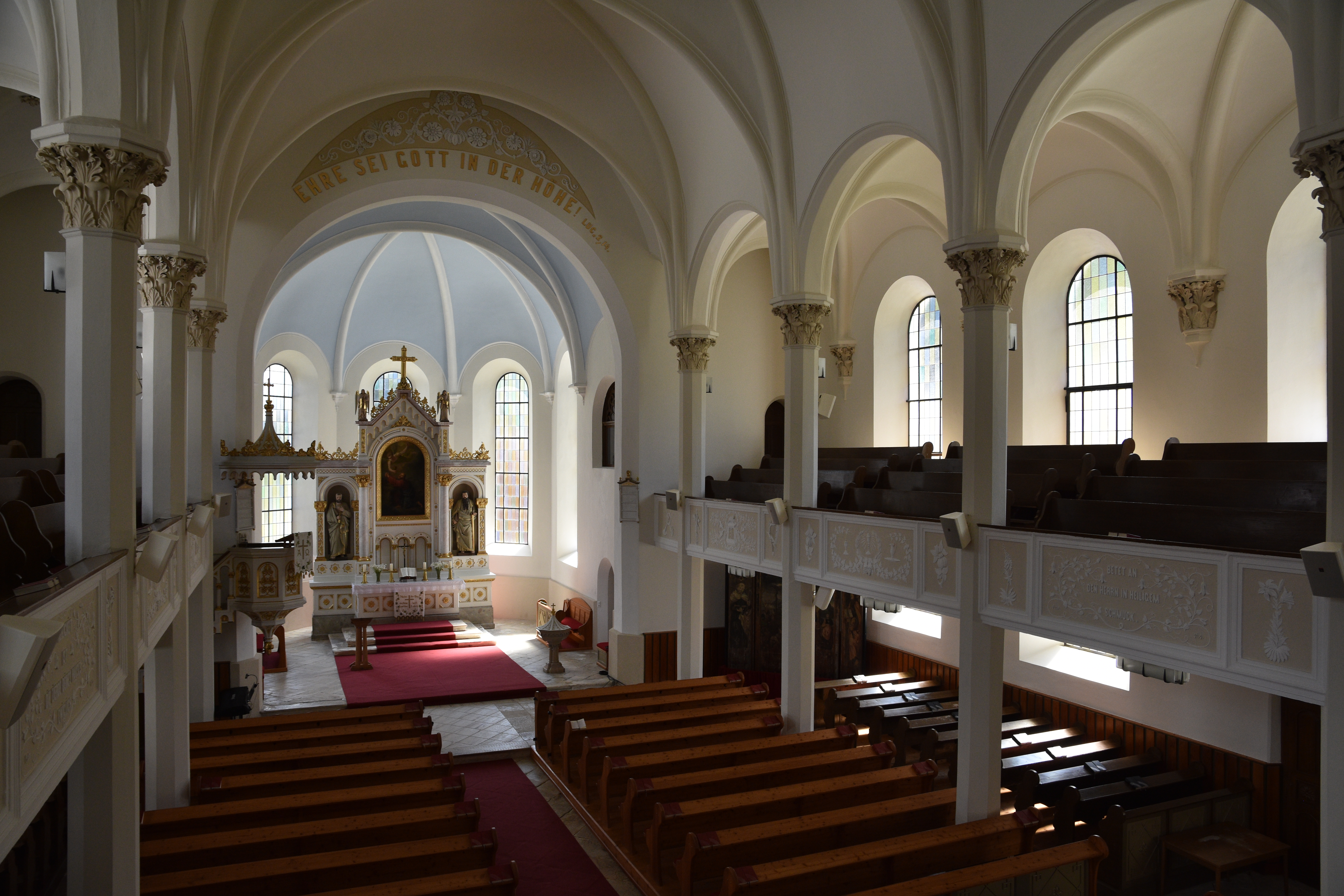
Innenansicht der Kirche

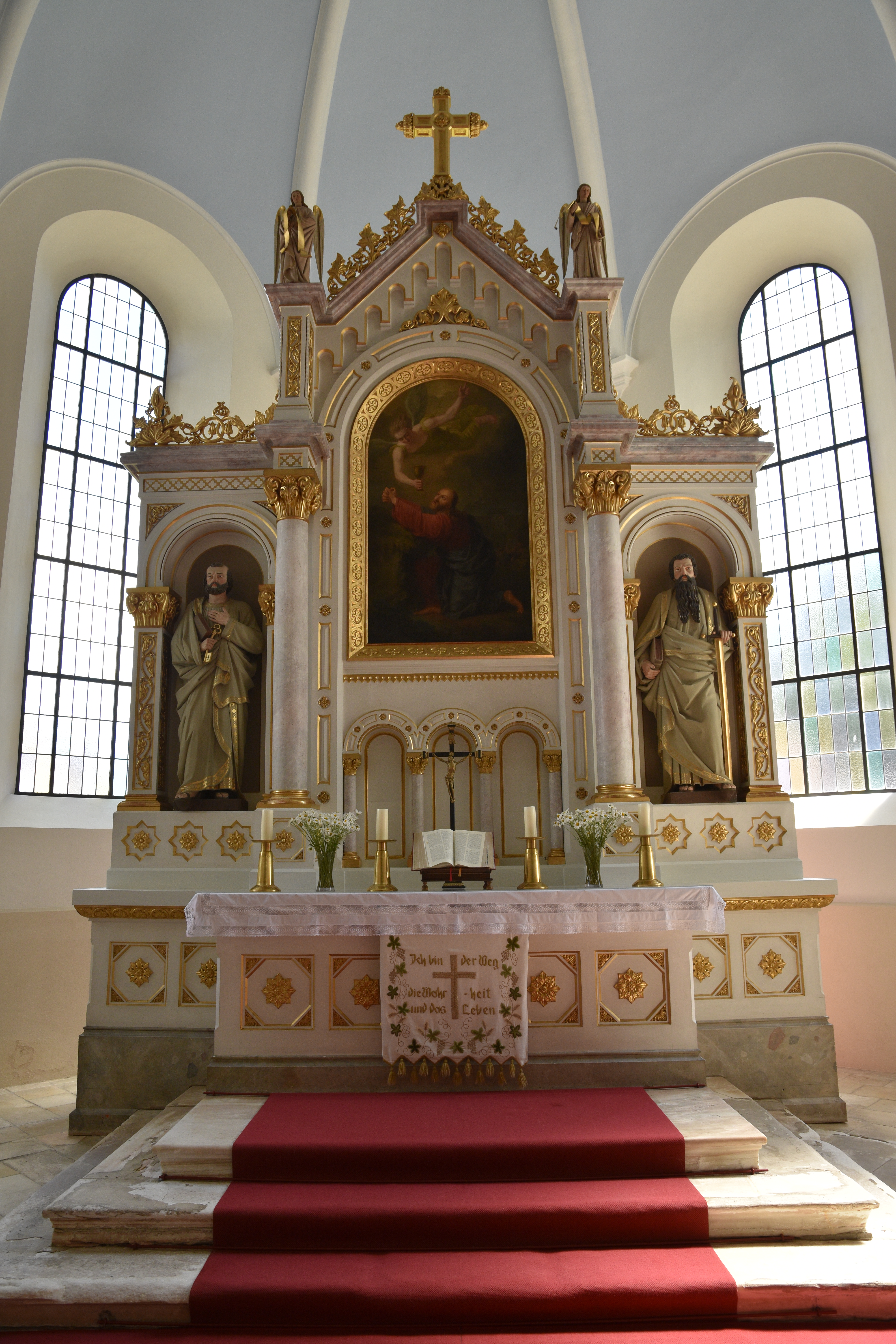
Altar

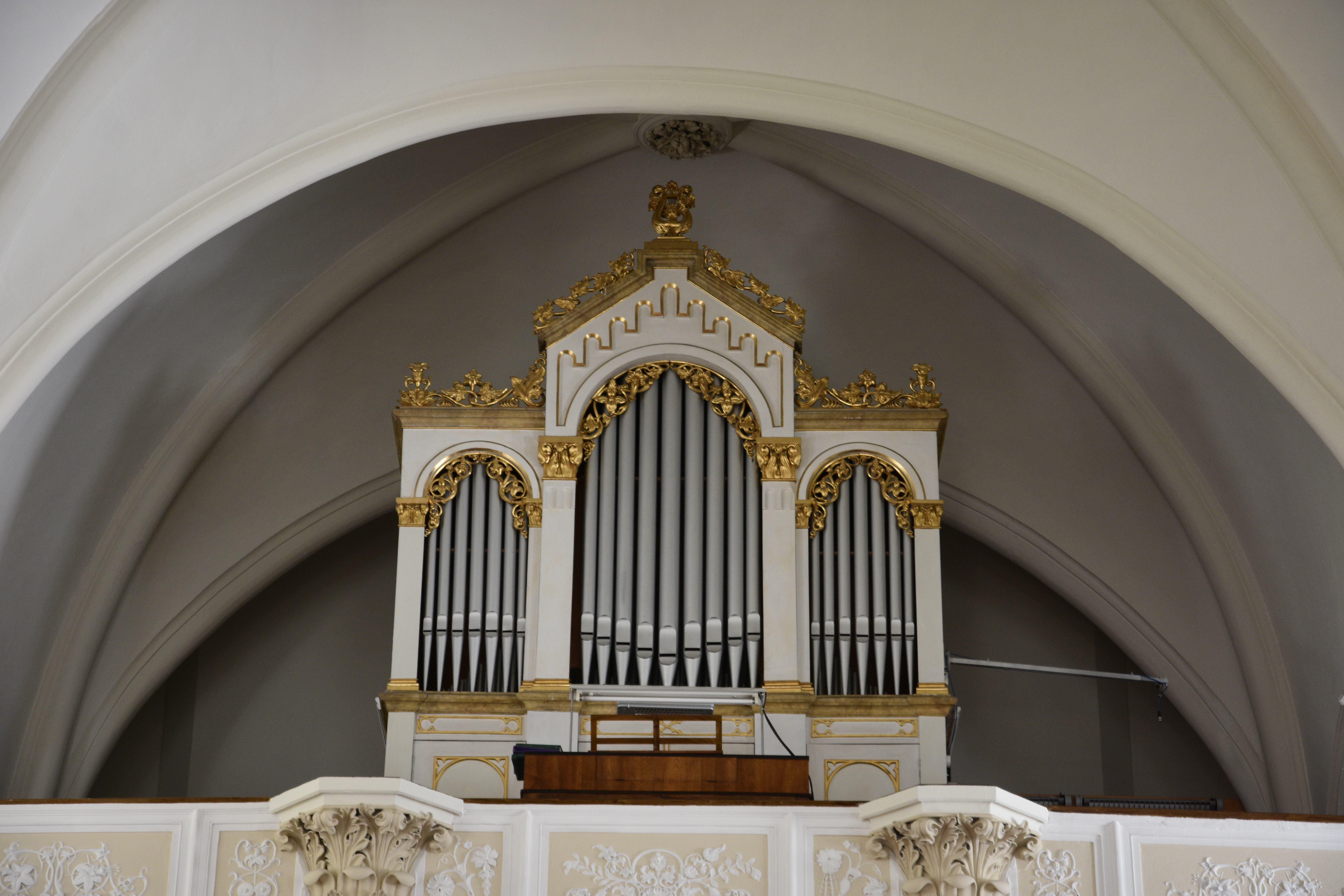
Orgel

Die Evangelische Kirche Schladming ist ein evangelisch-lutherisches Kirchengebäude in Schladming in der Steiermark. Es gehört der Evangelischen Pfarrgemeinde A.B. Schladming in der Superintendentur Steiermark der Evangelischen Kirche A. B. in Österreich. Mit 1000 Sitzplätzen ist die Schladminger Kirche die größte evangelische Kirche der Steiermark.

## Geschichte
Bereits fünf Jahre nach Luthers Thesenanschlag wurden 1522 in der Stadtpfarrkirche Schladming durch hier tätige sächsische und thüringische Bergleute erste evangelische Gottesdienste gefeiert. Sie lebten zwar am Giglachsee, aber durch ihre Nähe zum Bergmannssohn Luther waren sie von dessen Schriften und der Reformation überzeugt. Sie lebten das allgemeine Priestertum, indem sie beteten und die Bibel lasen bevor sie in der Berg fuhren. Die Bergknappen initiierten 1522 den Bau einer neuen Kirche, die 1532 fertiggestellt wurde. Anfänglich fanden katholische und evangelische Gottesdienste statt, einige Zeit später nur noch evangelische Feiern. Etwa 1000 Evangelische aus der Gegend besuchten jeden Sonntag den Gottesdienst. 
Um 1600 fand das öffentliche evangelische Bekenntnis mit der Rekatholisierung der Gegenreformation ein jähes Ende, einige evangelischen Kirchen in der Gegend wurden sogar zerstört. Die Bergleute mussten entweder zum Katholizismus konvertieren oder auswandern.
Eine eigene evangelische Kirchengemeinde mit 1000 Mitgliedern wurde in Schladming erst wieder 1782 nach Erlass des josephinischen Toleranzedikts errichtet. Als Ort der Gottesdienste wurde zunächst das Gewerkenhaus adaptiert und erst nach dem Stadtbrand von 1814 kam es zum Bau eines eigenen Bethauses und 1834 zur Einrichtung eines protestantischen Friedhofs mit eigener Aufbewahrungshalle. 
Nachdem den Protestanten ab 1849 die Errichtung von Kirchenbauten erlaubt wurde, wurde zunächst 1852, nachdem bereits im Vorjahr eine Glocke angeschafft worden war, nach Entwurf von Hieronymus Beck der von einer umlaufenden Galerie akzentuierte Turm errichtet und bis 1856 fertiggestellt. Er sollte das erwachende Selbstbewusstsein der Gemeinde nach außen zum Ausdruck bringen. Erst im Anschluss an den Turmbau erfolgte in den Jahren 1859 bis 1862 auch der Kirchenbau nach Plänen des Straßenbaumeisters Karl Ganzenberg und nach dem erklärten Vorbild der kurz zuvor, 1849 bis 1852, erbauten evangelischen Pfarrkirche Wels des Nürnberger Architekten Carl Alexander Heideloff. Die Kirche wurde am 29. Juni 1862 eingeweiht. Wesentlich finanziert wurde der Kirchenbau durch den Gustav-Adolph-Verein.

## Architektur
Wie die benachbarte mittelalterliche Stadtpfarrkirche Schladming ist die Peter-und-Paul-Kirche als eine Hallenkirche gestaltet. Gegenüber ihrem unmittelbaren Vorbild, der evangelischen Kirche Wels, wurde dabei mit Rücksicht auf den bereits bestehenden Kirchturm anstelle der gotischen Formensprache der Rundbogenstil gewählt. Ausgestattet ist der Kirchenraum mit Emporen in den Seitenschiffen, wobei die Orgel auf einer zweiten Geschoßebene untergebracht ist. Ganz wie eine mittelalterliche Kirche besitzt sie einen polygonalen Chorschluss, durch die beiden Sakristeianbauten zur Kreuzesform erweitert.

## Ausstattung
Den Entwurf des Altars mit dem Bild von Christus am Ölberg und den Statuen der Apostel Petrus und Paulus lieferte der württembergische Hofbaurat Christian Friedrich von Leins in Stuttgart, die Ausführung übernahm der Salzburger Kunstschreiner Schubhart. Die Orgel von 1861 erbaute Ludwig Mauracher; sie stellt eines der wenigen erhaltenen Werke jenes Orgelbauers dar. 
Die Kirche besitzt ferner vier Tafeln als Rest eines protestantischen Flügelaltars der Zeit um 1570. Die schmalen Tafeln zeigen die Hll. Petrus und Paulus. Die breiteren Tafeln zeigen die Kreuzigung und die Eherne Schlange. Die Rückseiten der Tafeln tragen Groteskmalereien, Rollwerkornament und Inschriften. Das Wort allein aus Reformationszeit wurde in der Zeit der Gegenreformation weggekratzt, weil die katholischen Autoritäten die zentrale reformatorische Lehre Allein durch den Glauben ausrotten wollten. Martin Luther hatte sich die Freiheit genommen, das Wort allein zusätzlich in seine Bibelübersetzung aufzunehmen, um diese Aussage zu verdeutlichen.